# THE TUDORS〜背徳の王冠〜
『THE TUDORS〜背徳の王冠〜』（ザ・チューダーズ はいとくのおうかん、原題：The Tudors）は、2007年から2010年まで放送されたテレビドラマ・シリーズ。

## 概要
16世紀イングランド王国を舞台に、国王ヘンリー8世の波乱に満ちた後半生を描いたドラマ。アメリカ（ショウタイム）・カナダ（CBC Television）・アイルランド（TV3）・イギリス（BBC Two）合作。
エミー賞は2007年に衣装賞とメインテーマ音楽賞、2008年に衣装賞、2009年に撮影賞、2010年に美術賞と衣装賞を受賞した。ゴールデンリール賞は2010年に音響編集賞を受賞した。
日本では、2009年11月からAXNミステリーおよびIMAGICA BSで放送された。

## あらすじ

### シーズン1
30代のヘンリー8世は男子の世継ぎを欲していたが、年上の王妃キャサリン・オブ・アラゴンとの間に娘メアリー王女しかもうけることが出来ず、いらだつ。王の信頼を受け、イングランドの政治を取り仕切るトマス・ウルジーはフランスとの和平を図り、金襴の陣で両王は面会して条約を結ぶ。王は多くの愛人を持ち、アン・ブーリンにも心を寄せるが、アンは王妃となることを要求する。キャサリン王妃がかつてヘンリーの兄アーサー王子と結婚していたことを利用して、ヘンリーは婚姻の無効をローマ教皇から得るようウルジーに命じる。だがウルジーは失敗し、すべての役職から解かれて逮捕され、財産を没収されて自殺する。

### シーズン2
ヘンリー8世はイングランドの教会をローマ・カトリックから分離させ、新たに任命したカンタベリー大司教トマス・クランマーがキャサリン王妃との婚姻の無効を許可する。だが、王が信頼していたトマス・モアらは抗議して職を辞する。王はアン・ブーリンと結婚し、エリザベス王女を儲けるが、男子は授からない。平民の出のトマス・クロムウェルが政治を取り仕切るようになり、貴族と衝突しながらも宗教改革を進める。男子を産まないアンに愛想を尽かし、王はジェーン・シーモアに心を動かす。アン王妃は姦通の罪を着せられて処刑される。

### シーズン3
ヘンリー8世はジェーン・シーモアと結婚し、待望の男子エドワード王子をもうけるが、王妃は産褥の床で死ぬ。宗教改革に抗議する反乱が勃発し、フランスとスペインの両カトリック大国からの脅威も高まる。トマス・クロムウェルはプロテスタント国との連合のため、ドイツからアン・オブ・クレーブスを4人目の王妃として迎える。だが王はアンを気に入らず、すぐさま離婚し、結婚を整えたクロムウェルを処刑する。王は間もなく若く美しいキャサリン・ハワードと恋に落ちる。

### シーズン4
ヘンリー8世はキャサリン・ハワードと結婚するが、キャサリンは姦通を犯し処刑される。老いの兆候を見せるヘンリーは、教養豊かなプロテスタントで富裕な未亡人のキャサリン・パーと再婚する。スペインと共同して自らフランスを攻めるが、戦争は実り少ないものに終わる。王妃に異端審問の手が迫るが、王は退け、幼少の王子エドワード王子をその叔父のエドワード・シーモアらに託す。旧友のチャールズ・ブランドンに先立たれ、王はこの世を去る。スペインの血を引くカトリック教徒であるメアリー王女は宗教改革に復讐の炎を燃やし、母親アン・ブーリンを処刑されたエリザベス王女は生涯結婚しないことを誓う。

## キャスト
| 役名                                                               | 俳優                                                                                     | 日本語吹き替え                     | 登場シーズン |
| 王                                                                 | 王                                                                                       | 王                                 | 王           |
| ------------------------------------------------------------------ | ---------------------------------------------------------------------------------------- | ---------------------------------- | ------------ |
| イングランド王ヘンリー8世                                          | ジョナサン・リース＝マイヤーズ                                                           | 綱島郷太郎                         | 1–4          |
| 王妃                                                               |                                                                                          |                                    |              |
| キャサリン・オブ・アラゴン                                         | マリア・ドイル・ケネディ                                                                 | 坪井木の実                         | 1–2, 4       |
| アン・ブーリン                                                     | ナタリー・ドーマー                                                                       | 鍋井まき子 松岡依都美（シーズン4） | 1–2, 4       |
| ジェーン・シーモア                                                 | アニタ・ブリエム（シーズン2） アナベル・ウォーリス（シーズン3-4）                        | 庄司宇芽香                         | 2-4          |
| アン・オブ・クレーブス                                             | ジョス・ストーン                                                                         | 松岡依都美                         | 3–4          |
| キャサリン・ハワード                                               | タムジン・マーチャント                                                                   | 清水理沙                           | 3–4          |
| キャサリン・パー                                                   | ジョエリー・リチャードソン                                                               | 安原麗子                           | 4            |
| 王の子供たち                                                       |                                                                                          |                                    |              |
| メアリー王女 キャサリン・オブ・アラゴンの娘                        | Bláthnaid McKeown（シーズン1） サラ・ボルジャー（シーズン2-4）                           | 羽飼まり                           | 1–4          |
| エリザベス王女 アン・ブーリンの娘                                  | ケイト・ダガン（シーズン2） クレア・マッコーリー（シーズン3） Laoise Murray（シーズン4） |                                    | 2-4          |
| エドワード王子 ジェーン・シーモアの息子                            | Eoin Murtagh Jake Hathaway                                                               |                                    | 4            |
| ヘンリー・フィッツロイ エリザベス・ブラントの庶子                  | Zak Jenciragic                                                                           |                                    | 1            |
| 王宮の人物                                                         |                                                                                          |                                    |              |
| サフォーク公チャールズ・ブランドン                                 | ヘンリー・カヴィル                                                                       | 伊藤健太郎                         | 1–4          |
| エセックス伯トマス・クロムウェル                                   | ジェームズ・フレイン                                                                     | 小柳基                             | 1–3          |
| サー・トマス・モア                                                 | ジェレミー・ノーサム                                                                     | 広瀬彰勇                           | 1–2          |
| サー・アンソニー・ナイバート                                       | カラム・ブルー                                                                           | 松尾大亮                           | 1            |
| サー・ウィリアム・コンプトン                                       | クリス・ホールデン＝リード                                                               | 喜山茂雄                           | 1            |
| バッキンガム公エドワード・スタッフォード                           | スティーヴン・ウォディントン                                                             |                                    | 1            |
| ノーフォーク公トマス・ハワード                                     | ヘンリー・ツェニー                                                                       | 伊藤和晃                           | 1            |
| ウィルトシャー伯トマス・ブーリン                                   | ニック・ダニング                                                                         | 巻島康一                           | 1–2          |
| トマス・ワイアット                                                 | ジェームズ・キング                                                                       | 遠藤大智                           | 1–2          |
| メアリー・ブーリン                                                 | パーディタ・ウィークス                                                                   |                                    | 1–2          |
| ロッチフォード子爵ジョージ・ブーリン                               | ポードリック・ディレイニー                                                               |                                    | 1–2          |
| 神聖ローマ帝国大使ユースタス・チャプイス（ウスタシュ・シャピュイ） | アンソニー・ブロフィ                                                                     |                                    | 1–4          |
| トマス・タリス                                                     | ジョー・ヴァン・モイランド                                                               |                                    | 1            |
| エリザベス・ブラント                                               | ルタ・ゲドミンタス                                                                       |                                    | 1            |
| ロッチフォード子爵夫人ジェーン・ブーリン                           | ジョアン・キング                                                                         |                                    | 2–4          |
| マーガレット・"マッジ"・シェルトン                                 | ローラ・ジェーン・ラフリン                                                               |                                    | 2            |
| マーク・スミートン                                                 | デヴィッド・アルペイ                                                                     |                                    | 2            |
| ウィリアム・ブレアトン                                             | ジェームズ・ギルバート                                                                   |                                    | 2            |
| サー・ヘンリー・ノリス                                             | スティーブン・ホーガン                                                                   |                                    | 2            |
| サー・リチャード・リッチ                                           | ロッド・ハレット                                                                         |                                    | 2–4          |
| ハートフォード伯エドワード・シーモア                               | マックス・ブラウン                                                                       | 白石充                             | 2–4          |
| ハートフォード伯爵夫人アン・シーモア                               | エマ・ハミルトン                                                                         |                                    | 3–4          |
| トマス・シーモア                                                   | アンドリュー・マクネア                                                                   |                                    | 3–4          |
| サー・フランシス・ブライアン                                       | アラン・ヴァン・スプラング                                                               | 山口太郎                           | 3            |
| ハンス・ホルバイン                                                 | ピーター・ゲイナー                                                                       |                                    | 3–4          |
| サウサンプトン伯トマス・リズリー                                   | フランク・マカスカー                                                                     |                                    | 3–4          |
| シュルーズベリー伯ジョージ・タルボット                             | ギャヴィン・オコナー                                                                     |                                    | 3            |
| 道化のウィル                                                       | デイビッド・ブラッドリー                                                                 |                                    | 3            |
| サリー伯ヘンリー・ハワード                                         | デヴィッド・オハラ                                                                       | 菅生隆之                           | 4            |
| トマス・カルペパー                                                 | トランス・クームズ                                                                       | 川中子雅人                         | 4            |
| ジョーン・ブルマー                                                 | キャサリン・ステッドマン                                                                 |                                    | 4            |
| フランシス・デーラム                                               | アレン・リーチ                                                                           |                                    | 4            |
| フランス大使シャルル・ド・マリラック                               | ロテール・ブリュトー                                                                     |                                    | 4            |
| 聖職者                                                             |                                                                                          |                                    |              |
| ヨーク大司教トマス・ウルジー枢機卿                                 | サム・ニール                                                                             | 佐々木敏                           | 1            |
| ロレンツォ・カンペッジオ枢機卿                                     | ジョン・カバナー                                                                         |                                    | 1–2          |
| ロチェスター司教ジョン・フィッシャー                               | ボスコ・ホーガン                                                                         |                                    | 1–2          |
| ローマ教皇クレメンス7世                                            | イアン・マッケルヒニー                                                                   |                                    | 1            |
| カンタベリー大司教トマス・クランマー                               | ハンス・マシソン                                                                         | 逢坂力                             | 2            |
| ローマ教皇パウルス3世                                              | ピーター・オトゥール                                                                     | 大木民夫                           | 2            |
| オットー・トゥルホゼス・フォン・ヴァルトブルク枢機卿               | マックス・フォン・シドー                                                                 | 石田太郎                           | 3            |
| レジナルド・ポール枢機卿                                           | マーク・ヒルドレス                                                                       |                                    | 3            |
| スティーブン・ガーディナー司教                                     | サイモン・ウォード                                                                       |                                    | 3–4          |
| その他                                                             |                                                                                          |                                    |              |
| マーガレット・テューダー                                           | ガブリエル・アンウォー                                                                   |                                    | 1            |
| フランス王フランソワ1世                                            | エマニュエル・ルコント                                                                   |                                    | 1–2          |
| 神聖ローマ皇帝カール5世                                            | セバスチャン・アルメスト                                                                 |                                    | 1            |
| サフォーク公爵夫人キャサリン・ブランドン                           | レベッカ・ウェインライト                                                                 |                                    | 1–4          |
| ソールズベリー伯爵夫人マーガレット・ポール                         | ケイト・オトゥール                                                                       |                                    | 1, 3         |
| マーガレット・ブライアン                                           | ジェーン・ブレナン                                                                       |                                    | 2–4          |
| サー・ジョン・シーモア                                             | ステファン・ブレナン                                                                     |                                    | 2            |
| ロバート・アスク                                                   | ジェラルド・マクソーリー                                                                 | 稲葉実                             | 3            |
| トマス・ダーシー男爵                                               | コルム・ウィルキンソン                                                                   |                                    | 3–4          |
| サー・ラルフ・エラーカー                                           | デヴィッド・ウィルモット                                                                 |                                    | 3–4          |
| ヴィルヘルム5世                                                    | ポール・ローナン                                                                         |                                    | 3            |
| バイエルン公爵フィリップ                                           | コリン・オドナヒュー                                                                     |                                    | 3            |
| ブリジット・ルスロー                                               | セルマ・ブルック                                                                         |                                    | 4            |

## 史実との違い
製作総指揮のマイケル・ハーストは、「エンターテインメントであるソープオペラを作ることを求められたのであって、歴史劇を作ろうとしたのではない」と語っている。
このため本作ではフィクションも多用し、登場人物の名前、年齢、時系列などが史実から大きく変えられている。たとえば、
- トマス・ウルジーの死は作中では自殺によるが、史実では病死である。
- 作中ではヘンリーの姉の "マーガレット王女" がポルトガルの老王と結婚し、その後チャールズ・ブランドンと再婚している。ブランドンと再婚した姉妹は実際にはメアリーという妹で、ポルトガル王ではなくフランス王ルイ12世（老王ではあった）と結婚していた。ヘンリーの娘のメアリー王女と同名のため、混乱を避ける意図で改変されている。実在のマーガレット王女は、スコットランド王ジェームズ4世と結婚している。
- ヘンリーの私生児のヘンリー・フィッツロイは作中では夭折しているが、実際には成人し、結婚する年齢まで成長している。
- 「ガブリエル・デストレとその妹」のパロディのシーンがあるが、この絵が描かれたのはこのシーンより約70年後である。
- ヘンリーがアン・オブ・クレーブスと結婚した時に、娘のメアリーとエリザベスは2人とも王女として紹介されているが、実際には2人とも当時は "レディ" の称号しか与えられていなかった。
- メアリー王女は史実よりも若く、エリザベス王女は史実よりも年長に描かれている。史実ではメアリーは6番目の王妃キャサリン・パーより4歳下、エリザベスよりも17歳上である。
- 5番目の王妃キャサリン・ハワードと結婚した時、ヘンリーはまだ若々しく描かれているが、史実ではすでに50歳近く、かつ肥満体であった。キャサリンの姦通は老いて太った王から逃れるためのものであると考えられている。

## エピソード・タイトル

### シーズン1
1. 英国王 ヘンリー8世 (In Cold Blood )
2. 仇敵 (Simply Henry )
3. 仕組まれた恋 (Wolsey, Wolsey, Wolsey! )　※2007年エミー賞・衣装賞受賞
4. ヘンリーの決意 (His Majesty, The King )
5. 悲しき王妃 (Arise, My Lord )
6. 落日の兆し (True Love )
7. 神の怒り (Message to the Emperor )
8. 世紀の裁判 (Truth and Justice )
9. 栄華の終わり (Look to God First )
10. 獅子の目覚め (The Death of Wolsey )

### シーズン2
1. 黒い密約 (Everything Is Beautiful )
2. 決別の時 (Tears Of Blood )　※2008年エミー賞・衣装賞受賞
3. 王妃アン (Checkmate )
4. 宣誓 (The Act of Succession )
5. 友の死 (His Majesty's Pleasure )
6. 離れゆく心 (The Definition of Love )
7. 出会いと別れ (Matters of State )
8. 愛しい人 (Lady in Waiting )
9. 罠 (The Act of Treason )
10. 白鳥の首 (Destiny and Fortune )

### シーズン3
1. 反乱の狼煙 (Civil Unrest )
2. 恩寵の巡礼 (The Northern Uprising )
3. 国王の報復 (Dissension and Punishment )　※2009年エミー賞・撮影賞受賞
4. 失われた光 (The Death of a Queen )
5. 改革の揺り戻し (Problems in the Reformation )
6. 妃を求めて (Search for a New Queen )
7. 愛なき婚姻 (Protestant Anne of Cleves )
8. 哀れなしもべ (The Undoing of Cromwell )

### シーズン4
1. 恵みの雨 (Moment of Nostalgia )
2. 誘惑の香り (Sister )
3. 密会 (Something for You )
4. 暗転 (Natural Ally )
5. 散りゆく花 (Bottom of the Pot )
6. 老境の恋 (You Have My Permission )
7. フランス遠征 (Sixth and the Final Wife )　※2010年エミー賞・美術賞受賞　2010年ゴールデンリール賞・音響編集賞受賞
8. うたかたの勝利 (As It Should Be )　※2010年エミー賞・衣装賞受賞
9. 誇り高き男 (Secrets of the Heart )
10. 命果てるとも (Death of a Monarchy )